# Anosibe Ambohiby
Anosibe Ambohiby ist ein Dorf im Distrikt Tsiroanomandidy (Region Bongolava) in Madagaskar.

## Lage
Anosibe Ambohiby liegt etwa acht Kilometer nordöstlich von Antaniditra im Krater eines erloschenen Vulkans, von dem heute ein alkalischer Ringkomplex, das Ambohiby-Massiv, übrig geblieben ist. Anosibe bedeutet übersetzt „große Insel“, benannt nach den Bächen, die das Dorf auf allen vier Seiten umgeben. Die alkalische Ringstruktur wurde 2012 in der Geologie wissenschaftlich beschrieben.

## Geschichte
Anosibe Ambohiby wurde 2008 von Betsileo-Bauern aus dem Bezirk Manandriana, etwa 380 Kilometer südlich, gegründet. Da sich die Überbevölkerung in ihrer Heimatstadt verschlimmerte, wanderten die Bauern auf der Suche nach einem großen Stück Ackerland aus. Das Dorf zählt etwa 300 Einwohner und baut Nutzpflanzen wie Zitrusfrüchte an, obwohl der Transport in und aus dem Dorf aufgrund des schlechten Zustands der örtlichen Straßen eine Herausforderung ist.
Das selbstverwaltete Dorf wurde im Dezember 2023 durch eine Videoreportage des Vox-Reporters Christophe Haubursin bekannt. In seiner Recherche erklärte er einer breiteren Öffentlichkeit die Hintergründe des Dorfes, das aufgrund seiner geografischen Lage auf Satellitenbildern auffiel. Nach der Reportage wurde das Dorf in der freien Geodatenbank OpenStreetMap kartiert.